# 田辺新田
田辺新田（たなべしんでん）は、神奈川県川崎市川崎区の町名。1964年（昭和39年）11月1日に住居表示が実施されている。2010年の国勢調査時点での面積は28.86 ha。川崎区内で唯一、「新田」の付いた行政地名である。

## 地理
川崎区の西南端に位置し、大半が富士電機の工場となっている。北端を神奈川県道6号東京大師横浜線（産業道路）・首都高速神奈川1号横羽線が通り、南端を鶴見線が走っている。
田辺新田は北端で産業道路を挟んで浅田と、東端で鋼管通や南渡田町と、南端で鶴見線を挟んで白石町と、西端で横浜市鶴見区寛政町と接する（特記のない町域は川崎市川崎区所属）。

## 歴史
開拓の年代は正確にはわかっていないが、『新編武蔵風土記稿』に田辺新田は見えず、天保期の『磯付村概要図』には田辺新田の記載があることから、天保期の開発であろうと考えられている。天領であり、『旧高旧領取調帳』での石高は53石であったが、1853年（嘉永6年）の村数等取調書では「家なし」となっていた。
大正時代には富士電機が当地に工場を構え、さらに海側へと埋め立ても進んだ。

### 地名の由来
小田村の田辺家により開拓が行われたことによる。

### 沿革
- 天保年間 - 『磯付村概要図』に田辺新田の名がある。
- 1845年（弘化2年）- 田辺佐五右衛門により稲荷社が設けられる。
- 1868年（明治元年）- 明治維新。当地は神奈川県所属となる[6]。
- 1874年（明治7年）- 大区小区制の施行により、当地は第4大区第4小区に属する[6]。
- 1889年（明治22年）- 町村制の施行により、田島村が成立。田辺新田はその大字となる。
- 1923年（大正12年）- 田島村が町制を施行し、田島町となる。
- 1924年（大正13年）- 富士電機の工場が操業を開始[9]。
- 1927年（昭和2年）- 田島町が川崎市に編入される。川崎市田辺新田となる。
- 1928年（昭和3年）- 海側が竹ノ下町として埋め立てられる[6]。
- 1964年（昭和39年）- 住居表示の実施に伴い、一部を小田七丁目へ分離、田辺新田の残りと竹ノ下町・白石町の各一部をもって、町丁としての田辺新田が設置される[4]。
- 1972年（昭和47年）- 川崎市が政令指定都市に移行する。川崎市川崎区田辺新田となる。

## 学区
市立小・中学校に通う場合、学区は以下の通りとなる（2025年1月時点）。
| 番地 | 小学校             | 中学校             |
| ---- | ------------------ | ------------------ |
| 全域 | 川崎市立浅田小学校 | 川崎市立京町中学校 |

## 事業所
2021年（令和3年）現在の経済センサス調査による事業所数と従業員数は以下の通りである。
| 町丁     | 事業所数 | 従業員数 |
| -------- | -------- | -------- |
| 田辺新田 | 43事業所 | 1,799人  |

### 事業者数の変遷
経済センサスによる事業所数の推移。
| 年                 | 事業者数 |
| ------------------ | -------- |
| 2016年（平成28年） | 45       |
| 2021年（令和3年）  | 43       |

### 従業員数の変遷
経済センサスによる従業員数の推移。
| 年                 | 従業員数 |
| ------------------ | -------- |
| 2016年（平成28年） | 2,110    |
| 2021年（令和3年）  | 1,799    |

## 交通

### 鉄道
当地の南端を鶴見線が通り、武蔵白石駅が近隣に所在する。

### 路線バス
川崎鶴見臨港バス（浜川崎営業所管轄）が、当地と川崎駅を結ぶバスを運行している。

### 道路
当地の北端を、神奈川県道6号東京大師横浜線（産業道路）と首都高速神奈川1号横羽線（浜川崎出入口 - 浅田出入口間）が通過している。

## 施設
- 富士電機川崎工場（同社の登記上本店）
- 日通商事東京LSセンター

## その他

### 日本郵便
- 郵便番号 : 210-0856[2]（集配局 : 川崎港郵便局[14]）

### 警察
町内の警察の管轄区域は以下の通りである。
| 番・番地等 | 警察署         | 交番・駐在所 |
| ---------- | -------------- | ------------ |
| 全域       | 川崎臨港警察署 | 浜町交番     |